# Багерове (станція)
Баге́рове (крим. Bağerove) — проміжна залізнична станція Кримської дирекції Придніпровської залізниці на неелектрифікованій лінії Владиславівка — Крим між станціями Чистопілля (10 км) та Керч (10 км). Розташована в однойменному селищі Керченського району Автономної Республіки Крим.

## Історія
Станція відкрита 20 лютого (3  березня) 1900 року одночасно з відкриттям руху поїздів на залізничній лінії Владиславівка — Керч.